# MediaGoblin
GNU MediaGoblin (MediaGoblin, GMG) — свободное программное обеспечение для хостинга изображений (включая ASCII‐графику), видеороликов, звукозаписей и других медиафайлов.

## Возможности

### Поддерживаемые форматы
В версии 0.4.0 поддерживаются (но не всё включено в настройках по умолчанию):
- Растровая графика: JPEG, PNG, ?;
- ASCII-графика;
- Видео: перекодируется в формат WebM с помощью gstreamer; предлагается ссылка для скачивания исходного файла;
- Аудио: перекодируется в формат Ogg/Vorbis, и публикуется в контейнере WebM; в качестве значка используется спектрограмма.
- 3D‐модели (STL и OBJ)
- PDF (с помощью PDF.js), в который также преобразуются файлы из форматов, поддерживаемых LibreOffice (если последний установлен)

## История
- 2012-08-24 — версия 0.3.1 с поддержкой тем оформления;
- 2012-12-20 — версия 0.3.2 с поддержкой 3D‐моделей (STL и OBJ), коллекций и API;[5]
- 2013-03-12 — версия 0.3.3 «Pixel Party» с улучшениями интерфейса, API и производительности, без лишнего перекодирования видео.[6]
- 2013-06-17 — версия 0.4.0: Hall of the Archivist с поддержкой PDF и того, что можно преобразовать в PDF с помощью LibreOffice; новой системой подключаемых модулей; относительным указанием времени и др.[7]
- 2013-07-10 — версия 0.4.1 с исправлениями;
- 2013-09-05 — версия 0.5.0 «Goblin Force», многое выделено в виде плагинов;[8]
- 2013-12-04 — версия 0.6.1;
- 2014-08-26 — версия 0.7.0 «Time Traveler’s Delight»[9]
- 2015-06-04 — версия 0.8.0 «A Gallery of Fine Creatures»[10]
- 2015-12-20 — версия 0.8.1 «Security release»[11]
- 2016-03-29 — версия 0.9.0 «The Three Goblineers»[12]
- 2020-05-01 — версия 0.10.0[13]

### Будущее
Планируется, что сайты на основе MediaGoblin будут взаимодействовать с помощью стандарта OStatus, используемого, например, сайтами на основе pump.io и StatusNet, такими как Identi.ca.

### Примеры сайтов
- mediagoblin.com (только изображения и ASCII‐графика, регистрация закрыта)
- gobblin.se (подробности Архивная копия от 24 ноября 2011 на Wayback Machine (англ.))
- Список некоторых других сайтов на основе GMG Архивная копия от 27 апреля 2012 на Wayback Machine  (англ.)
- https://io.theperplexingpariah.co.uk/Tsyesika/note/XjrGchpmRmCyo6bxlqvtog (недоступная+ссылка)